# 문용민 (야구 선수)
문용민(文容敏, 1980년 12월 6일 ~ )은 전 KBO 리그 한화 이글스의 투수이다. 당시 등번호는 13번이다.

## 출신학교
- 천안남산초등학교 (1993년 졸업)
- 천안북중학교 (1996년 졸업)
- 북일고등학교 (1999년 졸업)
- 연세대학교 (1999학번-2003년 졸업)